# Elaeocarpus crassus
Elaeocarpus crassus är en tvåhjärtbladig växtart som beskrevs av Mark James Coode. Elaeocarpus crassus ingår i släktet Elaeocarpus och familjen Elaeocarpaceae. Inga underarter finns listade i Catalogue of Life.